# مايك هاريس (لاعب اتحاد الرغبي)
مايك هاريس (بالإنجليزية: Michael Harris)‏ هو لاعب اتحاد الرغبي نيوزيلندي، ولد في 8 يوليو 1988 في North Shore, New Zealand ‏ في نيوزيلندا.

## وصلات خارجية
- مايك هاريس عل موقع إسبنسكروم (الإنجليزية)
- مايك هاريس على موقع ItsRugby.co.uk (الإنجليزية)